# 傅明
傅明（1983年1月5日—）  ，中国国家级足球裁判，隶属江苏足协。2013年主吹中超联赛，之前曾主吹中甲联赛，2014年成为国际级主裁判。
傅明2005年7月毕业于南京师范大学体育教育（师范）专业，同年8月起在南京航空航天大学金城学院担任体育教师。2016年，他离开南京，加入首都体育学院体育教育训练学院。
2019年3月，因在中超的执法过程中多次有争议的判罚被愤怒的球迷爆出论文抄袭，目前其所供职单位已展开调查。
2019赛季，傅明等5人成为中国足协首批职业足球裁判。
2025年1月，傅明赴日执法比赛3年，获日本足协一级裁判资格，隶属东京都足协，吹罚J联赛。